# Max Jiménez
Œuvres principales
- El domador de pulgas (1936)
- El jaúl (1937)

Max Jiménez est un écrivain et artiste costaricien, né le 16 avril 1900 à San José et mort le 3 mai 1947. Son œuvre plastique, ses publications dans la revue Repertorio Americano (1919-1958) ainsi que dans le journal Diario de Costa Rica ont contribué au développement des avant-gardes au Costa Rica au début du XXe siècle.

## Biographie

### Jeunesse (1900-1921)
Max Jiménez est né le 16 avril 1900 au sein d’une famille aisée dans la ville de San José, capitale de Costa Rica. Cette époque qui voit une croissance économique nationale, issue de l'exportation du café, contribue au développement de la sphère culturelle et intellectuelle du pays. En 1897, l'École de beaux-arts ouvre ses portes. Une considérable diversité d'écrits et une importante quantité de livres importés encouragent l’émergence de groupes d’écrivains nationaux. Grâce à son milieu social privilégié, Max Jiménez, jeune bourgeois, commence à participer aux activités culturelles notamment à Las Fiestas de las Artes (1905-1908) et à la Deuxième Exposition Nationale.
Ses parents souhaitent qu’il prenne en charge les affaires économiques de la famille. Ainsi, dès qu’il termine l’école secondaire au Colegio Seminario, il est envoyé en Angleterre pour étudier le commerce. En 1921, l'Europe est désigné comme le berceau des avant-gardes artistiques. Sa haute sensibilité esthétique cultivée pendant sa jeunesse le rend réceptif à cette effervescence artistique. Il décide de laisser ses études et il se dédie aux beaux-arts.

### L'artiste

#### Le sculpteur (1922-1935)
Après une année à Londres, il se rend à Paris, où il s’installe rue Vercingetorix dans le XIVe arrondissement. Il fréquente alors pendant un an l'Académie Ranson située dans le quartier de Montparnasse. Cette première partie de son parcours, allant de 1922 à 1925, est marquée par son incursion dans la sculpture. Il explore aussi le dessin. Il suit des cours de sculpture avec José de Creef et il s'adonne d'autres formes d'arts de façon autodidacte. En France, il établit des liens avec plusieurs intellectuels américains tels que Miguel Ángel Asturias, Luis Cardoza y Aragon, Alfonso Reyes et Cesar Vallego. En 1924, il expose une sculpture au Salon des indépendants. D’autres sculptures accompagnent les peintures de Celso Lagar lors d’une deuxième l’exposition : Celso Lagar, pinturas, Max Jiménez, esculturas. Ses expositions font l'objet d’une publication pour le public latino-américain dans la revue Repertorio Americano. En 1925, il quitte Paris sous les pressions économiques de ses parents.

#### Le graveur (1936)
Pendant un séjour aux États-Unis, il assiste à des cours de gravure. Il explore la xylographie en créant des lettres capitales illustrées pour chacun des vers de son dernier recueil Revenar (1936). C'est durant cette période de sa vie qu'il publie d'ailleurs ses deux œuvres romanesques principales, El domador de pulgas (1936) et El jaúl (1937).

#### Le peintre (1936-1944)
En 1936, lors d'un voyage à Cuba, il rencontre plusieurs artistes plasticiens dont Amelia Pelaez, José Gomez Sucre et Mariano Rodriguez,. Ainsi, s'accroît sa curiosité pour la peinture et il commence à la pratiquer constamment, ainsi que la sculpture.

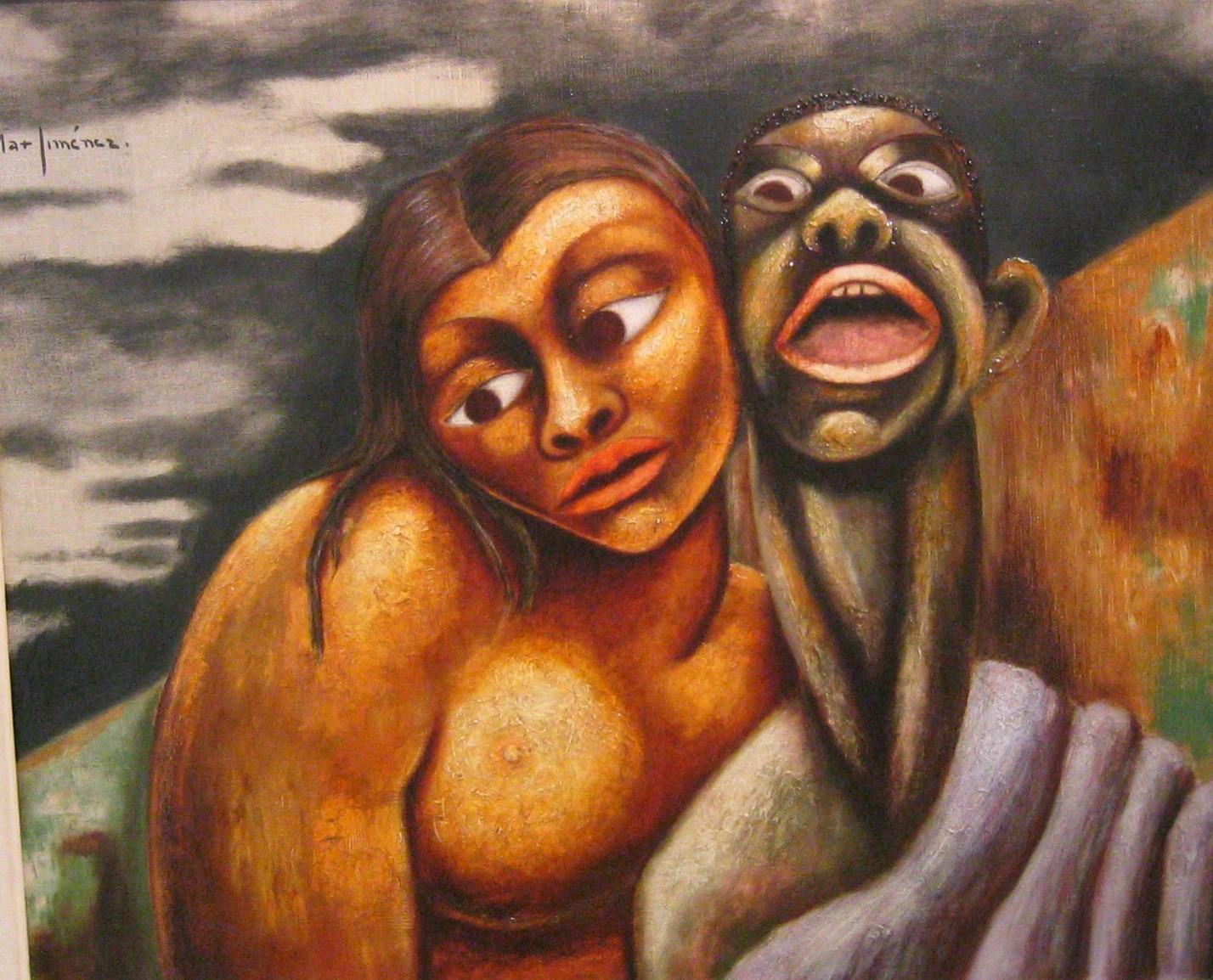
Desesperanza, de Max Jiménez, 1944

À partir de 1938, son style visuel se définit plus clairement pendant son exploration de la peinture à l’huile. Il fait des expérimentations avec la création de pigments végétaux. Ses images prennent désormais des couleurs et des tons tropicaux. Il part pour la ville de New York où il continue à produire des toiles représentant des personnes gigantesques, des portraits de femmes volumineuses. Dans un intervalle se situant entre 1939 et 1944, il expose à nombreuses occasions à La Havane et à New York. À la fin de cette période, il revient à Cuba, où il représente de plus en plus la culture noire grâce à des portraits.

### L’homme de lettres et l'écrivain

#### Le poète (1925-1935)
De 1925 jusqu’à 1935, l’intellectuel se tourne plutôt vers la littérature. De retour sur le sol costaricien, il publie par fragments son premier livre Ensayos (1926) dans la revue Repertorio Americano. Cette même année, il se marie avec Clemencia Soto Uribe. Il entretient des amitiés avec des figures importantes de l’époque tels que Carmen Lyra, Carlos Salazar Herrera et Teodorico Quirós. Justement ce dernier viendra illustrer la couverture de sa première œuvre narrative, Unos fantoches (1928). Ce texte, du genre expérimental, entre le roman et le drame, n’est pas bien reçu par le public national. Le peuple rejette la critique des mœurs de la société costaricienne qui émaillent l'histoire du pays. En réponse à cette réaction, l'auteur décide d’enlever le livre des librairies et il détruit une partie des publications,. Il part en Espagne un an plus tard. Baigné dans le milieu culturel espagnol, il fait la connaissance de Valle Inclán, de Teresa de la Parra et de Concha Espina. Son premier livre de poésie, Gleba, est édité en 1929 par Le Livre libre à Paris. Ses voyages l’inspirent pour publier un nouveau recueil de poèmes à Madrid appelée Sonaja (1930). Après cette publication et pendant cette même année, sa famille accepte, finalement, la vocation artistique de Max Jiménez. À la suite de leur réconciliation, en 1931, il s’installe au Costa Rica pendant deux ans. En 1933, il publie son recueil Quijongo.

#### Le critique (1933-1937)
De 1933 à 1937, il publie une critique artistique et il voyage en Espagne, aux États-Unis, à Cuba.

#### Le romancier (1936-1937)
Entre 1936 et 1937, il publie deux ses deux plus importantes œuvres littéraires, El domador de pulgas (1936) et El jaúl (1937). Ses deux romans se composent d’histoires grotesques, absurdes et de critiques de la société.
El domador de pulgas raconte la méta-narration d’un dompteur de puces qui décide de donner son sang pour son cirque de puces afin que se construise une société sur son corps. Sous un style caricatural et ironique, il satirise la civilisation en la comparant avec des insectes parasites. Il crée un récit basé sur l’incongruence, ses illustrations, entre expressionnistes et surréalistes, questionnent l’image du paysan mythique de l’imaginaire social costaricien. Son dernier récit, El jaúl utilise un procédé rhétorique similaire. Chaque chapitre présente des portraits de personnages ainsi qu’une description de leur vie. Ses récits courts s’insèrent dans le contexte de la ville fictive de San Luis de los Jaúles. Sous l’excuse de faire le portrait de la campagne, il démystifie encore une fois, de façon grotesque, l’image idéal du paysan costaricien. Les traits de ces illustrations s'insèrent dans un style proche de celui des expressionnistes du mouvement Die Brücke, mais elles présentent aussi une influence du symbolisme. Avec cette rhétorique de déconstruction, il casse les modèles littéraires de l’époque en se plaçant comme une figure singulière dans l’avant-garde littéraire du Costa Rica.

### Les dernières années (1945-1947)
Il retourne encore au Costa Rica en 1945 où il profite de son séjour pour exposer chez Arturo Echeverría Loría, à la galerie L’Atelier. Ses œuvres, trop modernes pour le public national, sont encore une fois rejetées vigoureusement. Victime d’une mécompréhension généralisée de sa pratique, il décide de s’exiler culturellement au Chili seulement un an après son retour. L’indifférence de ses contemporains costariciens envers sa création joue un rôle dans le déclenchement de crises émotionnelles et même d'alcoolisme. Le livre posthume Candelillas expose toute l’amertume dont a souffert l’auteur. Sa santé physique décline dans le sillage de son mal-être psychologique. Il finit sa dernière commande : les illustrations pour le livre Manglar (1947) de son ami García Monge et il part en Argentine.

### Mort
Max Jiménez meurt le 3 mai 1947, à Buenos Aires.

## Œuvres publiées

### Poésie
- 1929 : Gleba[18]
- 1930 : Sonaja
- 1933 : Quijongo
- 1936 : Poesías
- 1936 : Revenar

### Romans
- 1928 : Unos fantoches[19]
- 1936 : El domador de pulgas, accessible en version numérisée dans le site de la bibliothèque nationale de Costa Rica
- 1937 : El jaúl, accessible en version numérisée dans le site de la bibliothèque nationale de Costa Rica

### Autres
- 1926 : Ensayos, essais ; prologue de Joaquín García Monge
- 1965 : Candelillas, ouvrage posthume publié par l’Editorial Costa Rica[20]

### Recueils posthumes
- 1984 : Obra literaria de Max Jiménez publié par Stvdivm Generale Costarricense.  (ISBN 9977-63-010-0)
- 2000 : Toda la poesía: poesía 1929-1936 / Selection y prologue par Alfonso Chase.  (ISBN 9977-65-183-3)
- 2000 : Max Jiménez : une étude critique et un recueil sélectionné par Alfonso Chase.  (ISBN 9968-31-071-9)
- 2004 : Obra literaria ouvrages littéraires compilées en deux tomes par Alvaro Quesada Soto pour l'Editorial de la Universidad de Costa Rica  (ISBN 9977-67-857-X)